# Luca Pacioli
Luca Bartolomeo de Pacioli (Sansepolcro, 1445 — Sansepolcro, 19 de junho de 1517) foi um  frade franciscano e célebre matemático italiano. É considerado o pai da contabilidade moderna por conta de seu pioneirismo no método das partidas dobradas.

## Biografia
Luca Pacioli nasceu em 1445 na cidade toscana de Sansepolcro, onde estudou numa escola ábaco, o que significa que foi educado na língua local (em oposição ao latim) e com foco nas habilidades mercantis. Seu pai se chamava Bartolomeo Pacioli, porém Luca Pacioli pode ter vivido com a família Befolci quando criança. Ele se mudou para Veneza em 1464, onde continuou sua educação enquanto trabalhava como tutor de três filhos de um comerciante. Foi durante esse período que escreveu seu primeiro livro, um tratado em aritmética para os garotos que estava ensinando. Entre 1472 e 1475, Luca Pacioli se tornou um frade franciscano.
Em 1475, começa a dar aulas em Perúgia, primeiro como um professor particular e, a partir de 1477, como professor de matemática na Universidade de Perúgia. Nesse período, escreve um livro-texto no vernáculo local para seus estudantes. Luca continuou a dar aulas particulares de matemática até 1491. Em 1494, publica seu primeiro livro, Summa de arithmetica, geometria, Proportioni et proportionalita, é publicado em Veneza. Pacioli tornou-se famoso devido a um capítulo deste livro que tratava sobre contabilidade: “Particulario de computies et scripturis”. Nesta seção do livro, Pacioli  foi o primeiro a descrever a contabilidade de dupla entrada, conhecido como método veneziano ("el modo de Vinegia") ou ainda "método das partidas dobradas".
Em 1497, aceita um convite do duque Ludovico Sforza para trabalhar em Milão. Lá, conhece, dá aulas para e colabora com Leonardo da Vinci. Em 1499, Pacioli e Leonardo são obrigados a fugir de Milão quando Luís XII de França toma a cidade e expulsa o mecenas de ambos. Em 1509, escreveu a sua segunda obra mais importante, De Divina Proportioni, ilustrada por Leonardo da Vinci, que tratava sobre proporções artísticas. Continuou a estudar, lecionar e escrever até sua morte no mosteiro de Sansepolcro, em 1517.

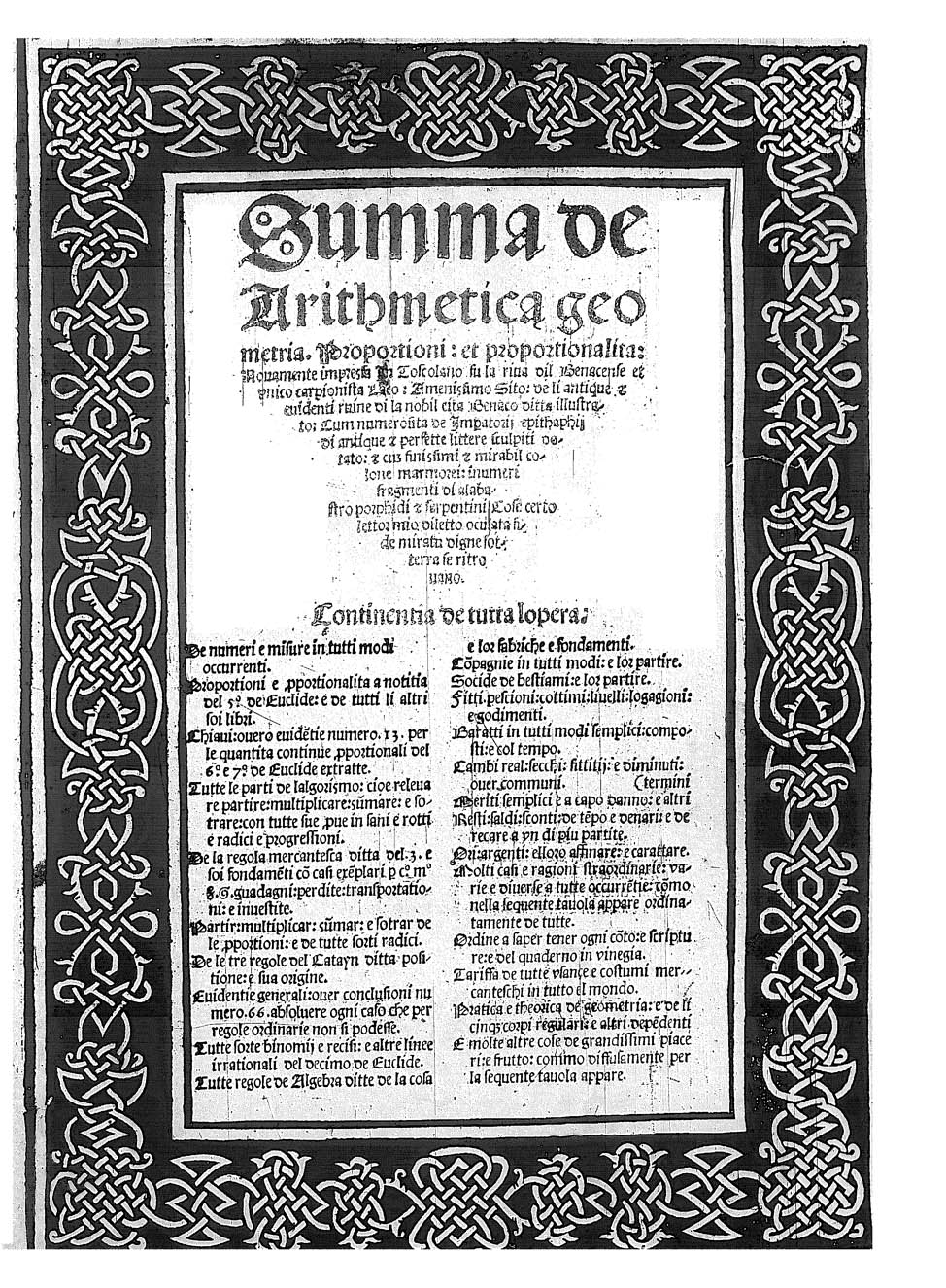
Obra de Luca Pacioli - Summa de arithmetica, geometria, propori et proporcionalita (1494)

## Obras
- Summa de arithmetica, geometria, propori et proporcionalita (1494)
- Particularis de computis et scripturis (1494)
- Divina proportione (1497)
- Proportioni et Proportionalita (1498)
- De ludo scachorum (No jogo de xadrez) (1500)
- De viribus quantitatis (1508)
- Tradução de  Elementi di Euclide (1509)[3]